# ناصر شبانة
ناصر يوسف إبراهيم شبانة (12 أكتوبر 1968) شاعر وصحفي أردني. ولد في البعقة. حصل على إجازة من الجامعة الأردنية سنة 1991. عمل مدرّسًا في وزارة التربية والتعليم، ومحرّرًا في جريدة الدستور. نشر شعره في الدوريّات المحليّة والعربيّة وشارك في عدد مهرجات أدبيّة. له دواوين شعريّة عديدة. 

## سيرته
ولد ناصر يوسف إبراهيم جابر يوم 12 أكتوبر 1968/ 20 رجب 1388 في البقعة في لواء عين الباشا، بمحافظة البلقاء . أنهى الثانوية العامة في كلية الحسين بعمّان 1987، وحصل من الجامعة الأردنية على شهادة البكالوريوس في اللغة العربية وآدابها سنة 1991، ثم شهادة الماجستير في الأدب الحديث 1995، ثم شهادة الدكتوراه في الأدب والنقد الحديث 2000.

عمل مدرّساً في وزارة التربية والتعليم لأربع سنوات من 1991 حتى 1995، ثم في مركز اللغات بالجامعة الأردنية 1998 - 2000، ثم في جامعة البترا 2000/2001 فالجامعة الهاشمية منذ 2001، وتخلل ذلك عمله في جامعة أم القرى بالسعودية منذ سنة 2009.

هو عضو في رابطة الكتاب الأردنيين، وجمعية النقاد الأردنيين، والمجلس الدولي للّغة العربية بلبنان، واللجنة التأسيسية لهيئة أساتذة أدب الأطفال بالإسكندرية، مصر وعين رئيسًا لتحرير لمجلة وسام الأردنية للأطفال.

## جوائزة
- 1999: فاز بالمركز الأول في جائزة الشارقة للإبداع العربي في حقل الشعر من دائرة الثقافة والإعلام بالشارقة عن مجموعته شقوق التراب.
- 1999: منحه الملك عبد الله الثاني ابن الحسين وسام الحسين للتفوق من الدرجة الأولى الذهبية.
- 2001: نال جائزة المبدعون في النقد التي تمنحها مجلة الصدى التي تصدر في دبي بالإمارات العربية المتحدة عن مخطوطته البُنى المتحولة.
- 2008: جائزة عبد الحميد شومان في أدب الأطفال لدورة 2007/2008 عن مخطوطته الشعرية صديق النجوم.
- 2018: جائزة حبيب الزيودي للشعر عن مجموعته الشعرية أحلام ورقية. [4]

## مؤلفاته
من مجموعاته الشعرية:
- شقوق التراب، 1999
- سفَر يليق بقامتي، 2005
- دنيا الأطفال، شعر للأطفال، 2006
- الطفل السعيد، شعر للأطفال، 2006
- صديق النجوم، شعر للأطفال، 2009

في النقد:
- الانتشار والانحسار.. دراسة في حياة وشعر عبد الرحيم عمر، 2002
- المفارقة في الشعر العربي الحديث، 2002
- الرؤى المكبَّلة، 2009